# Gontenschwil
Gontenschwil (schweizertyska: Gonteschwyl) är en ort och kommun i distriktet Kulm i kantonen Aargau, Schweiz. Kommunen har 2 182 invånare (2023).